# Амр Диаб
Амр Абдель Бассет Абдель Азиз Диаб (араб.  عمرو عبد الباسط عبد العزيز دياب‎; род. 11 октября 1961, Порт-Саид, Египет) — египетский певец и композитор.

## Биография
Амр Абдель Бассет Абдель Азиз Диаб родился 11 октября 1961 года в египетском портовом городе Порт-Саиде в семье директора департамента морского строительства и судостроения компании Suez Canal Corporation и преподавательницы французского языка местного французского лицея.
Музыкальный дебют Амра Диаба состоялся в 1968 году, когда во время фестиваля, посвящённого государственному празднику Египта, Дню Революции 23 июля, отец привёл его в студию местной радиостанции, где в прямом эфире семилетний Диаб исполнил национальный гимн «بلادي بلادي بلادي» (с араб. — «Родина, Родина, Родина»).
В 1983 году выпустил первый студийный альбом Ya Tareeq (с араб. — «Путь»).
В 1986 году окончил Каирскую Академию Искусств со степенью бакалавра в области арабской музыки.
В начале 1990-х годов Амр Диаб первым из египетских певцов начал широко использовать видеоклипы, а также видеопередачи, нацеленные в основном на зарубежное арабское сообщество, которые заметно повлияли на его известность в мире.
Амр Диаб создал свой собственный стиль, который в арабском мире стали называть «средиземноморской музыкой» или «средиземноморским звучанием», характеризующийся сочетанием западных и арабских ритмов.
Кроме исполнения и создания музыки, Амр Диаб известен как киноактер — он снялся в нескольких лентах, в частности в Dhahk We La’ab («Смех и шутка»), где его партнером по съемочной площадке была египетская кинозвезда Шариф, эта картина открывала программу каирского кинофестиваля в 1993 году.

## Награды
- 2009 — Две «The Big Apple Music Awards» — Лучший певец года и Life Achievement award[5]. world music award 2009 " wayah " middle east
- 2009 — Четыре «African Music Award» — Артист года, Песня года, Лучший певец и Лучший видеоклип[6].
- 1998, 2002, 2007 — «The World Music Award» — Самый продаваемый ближневосточный певец (альбомы «Nour El Ain», «Aktar Wahed» и «El Leila De» соответственно).
- 1998 — «The World Music Award» — Triple Platinum Award по итогам продаж «Nour El Ain».
- 1997 — Annual Arabic Festival — Лучшее видео, Лучшая песня, Лучший артист года.

## Дискография
- 2023 — Makanak
- 2020 — Ya Ana Ya La
- 2020 — Sahran
- 2018 — Kol Hayaty
- 2017 — Maadi El Nas
- 2016 — Mn Asmaa Allah Al Hosna
- 2016 — Ahla W Ahla
- 2014 — Shoft El Ayam
- 2013 — El Leila (Tonight)
- 2011 — Banadeek Taala
- 2010 — Aslaha Btefre'  (Promo Single)
- 2009 — Wayah (With Her) — С ней
- 2007 — El Leila De (This Night) — Эта ночь
- 2005 — Kammel Kalamak (Keep Talking) — Продолжай говорить
- 2005 — Greatest Hits (1996—2003)
- 2004 — Leily Nahary (Cd-Single)
- 2004 — Leily Nahary (My Day, My Night) — Мой день, Моя ночь
- 2004 — Greatest Hits (1986—1995)
- 2003 — Allem Alby (Teach My Heart) — Научите моё сердце
- 2001 — Aktar Wahed (The Most One) — Большинство один
- 2000 — Tamally Maak (Always With You) — Всегда С Тобой
- 1999 — Amarein (Two Moons) — Две луны
- 1999 — The Best Of Amr Diab
- 1998 — Awedoony (They Got Me Used To) — Они использовали меня
- 1996 — Nour El-Ain (Light Of The Eye — Habibi) — Свет очей — любимая
- 1995 — Ragaeen (We’ll Be Back) — Мы вернёмся
- 1994 — Zekrayat (Memories) — Воспоминания
- 1994 — W Ylomoony (And They Blame Me) — И они обвиняют меня
- 1993 — Ya Omrena (Our Life) — Наша жизнь
- 1992 — Ice Cream Fi Gleam (Ice Cream In Gleam) — Мороженое в отсветах
- 1992 — Ayamna (Our Days) — Наши дни
- 1991 — Habibi (My Love) — Моя любовь
- 1990 — Matkhafeesh (Don’t Worry) — Не волнуйтесь
- 1989 — Shawaana (Missing You) — Скучаю
- 1988 — Mayyal (In Love) — Влюбленный
- 1988 — Ya Helwa (Hey Pretty) — Эй, Красотка
- 1987 — Khalseen (We’re Even) — Даже мы
- 1986 — Hala Hala (Welcome, Welcome) — Добро пожаловать, добро пожаловать
- 1985 — We Mneen Ageeb Nas (To whom I Complain?) — Кому жаловаться?
- 1984 — Ghanny Men Albak (Sing From Your Heart) — Пойте с вашего сердца
- 1983 — Ya Tareea (O Road) — О, дорога

## Фильмография
Песни в исполнении Амра Диаба вошли в саундтреки ко многим фильмам, включая:
- «Wala Ala Baloh» в фильме-призёре Международного каннского фестиваля 2002 года Divine Intervention (2002)[7]
- «Awedouni» в режиссёрском дебюте Джона Малковича The Dancer Upstairs (2002)[8]
- «El Alem Allah» и «Nour El Ain» в бразильском телесериале «Клон» (2001)[9]
- «Nafs El Makan» в комедийной драме «Наперекосяк» (США, 2001)[10]
- «Tamally Ma’ak» и «Nour El Ain» в фильме Coco (Франция, 2009)
- «Nour El Ain» в показанном в более чем 50 странах американском телесериале «Малкольм в центре внимания»[11]